# Ranavalona I.
Ranavalona I. (Ambatomanoina, 1778./1790. - Antananarivo, 16. kolovoza 1861.), kraljica Madagaskara od 1828. do 1861. godine i supruga kralja Radame I.

## Životopis

### Mladost i uspon na prijestolje
Ranavalona I. rođena je kao Rabodo-Andrianampoinimerina, princeza Kraljevine Menabe između 1778. i 1790. godine u Ambatomanoini, oko 15 km istočno od Antananariva. Kći je kralja Andriana-Tsale-Manjaka i njegove supruge Rabodo Andrian-Tampo. Tadašnji mladi vladar Madagaskara Radama I. želio je i mnogobrojnim ženidbama ujediniti zemlju (imao je 12 žena), pa je zbog toga oženio i Ranavalonu. Njihov brak nije bio osobito uspješan jer je Radama navodno nije baš volio. Nakon njegove iznenadne smrti 1828. postojale su glasine da iza njegove smrti stoji sama Ranavalona, ali je ona unatoč svemu zbog svog rodoslovlja bila najizglednija kandidatkinja za njegova nasljednika i postala drugom vladaricom Madagaskara 3. kolovoza 1828. godine. 

### Vladavina
Nakon što je naslijedila svog muža na prijestolju i učvrstila svoj položaj eliminiravši svoje protivnike iz krugova bivšeg muža, Ranavalona I. je počela provoditi izolacionističku politiku. Politikom oslonca na vlastite snage željela je smanjiti utjecaj i sve veću moć europskih sila u svojoj zemlji, zbog čega je poduzela niz vrlo drastičnih mjera. Nastojala je iskorijeniti tada još beznačajno, ali brzo rastuće kršćanstvo, koje se počelo širiti otokom u doba vladavine njena muža Radame I. koji je dao niz koncesija londonskom misionarskom društvu (London Missionary Society) i benevoletno gledao na rad svih ostalih kršćanskih misionara. Ona je pokrenula i niz javnih radova, koje su prisilno obavljali oni njeni podanici koji nisu mogli plaćati porez. Time je obnovila njihov drevni običaj zvan fanompoana (prisilni rad, kao zamjena za plaćanje poreza u novcu ili robi). Izgradila je stalnu vojsku od 20 000 do 30 000 vojnika(uglavnom od pripadnika plemena Merina) koja je trebala osigurati njenu vlast na rubnim dijelovima otoka i dodatno proširiti kraljevstvo. Ishodi njene 33-godišnje vladavine bili su kontroverzni i mršavi. S jedne strane uspjela je odbiti francuski napad na primorski grad Foulepointe i izgraditi naizgled čvrstu, autarhičnu zemlju s vrlo strogim zakonima. S druge strane, njene stroge mjere drastično su povećale smrtnost među njenim podanicima, osobito među vojnicima (koji su vodili stalne ratove) i prisilnim radnicima. Nije uspjela ni u svome glavnom cilju, smanjenju utjecaja Velike Britanije i Francuske koji je ostao i nadalje velik. Osjetio se i na njezinom dvoru, koji se podijelio na tradicionaliste i proeuropski usmjerene moderniste. Oni su ju pokušali uz pomoć europskih posrednika smijeniti i postaviti na prijestolje njena sina Radamu II. koji je bio skloniji modernistima i protivnik mnogih postupaka vlastite majke. Radama II. je tražio vanjske saveznike kako bi svrgnuo majku pa je 28. lipnja 1855. potpisao s Francuzom Josephom-Françoisom Lambertom jedan ugovor (Povelju Lambert) na osnovu kojeg je on dobio isključivo pravo na ekploataciju otoka. Ipak taj dogovor nije donio dobre ishode objema stranama jer je kraljica 1857. saznala za urotu protiv nje i ostala na prijestolju sve do svoje prirodne smrti 1861., u dobi od 83 godine.
Ranavalonu I. su njeni europski suvremenici osuđivali i ocrnjivali kao tiranina (zvali su je malgaškom Lady Macbeth) ili prikazivali kao duševno poremećenu osobu. Taj negativni stav prema njoj opstao je u zapadnoj znanstvenoj literaturi sve do sredine 1970-ih.U novije vrijeme se o njoj ipak drukčije sudi, kao o vladarici koja je pokušala zaštititi malgaški suverenitet od upliva europskih kulturnih i političkih utjecaja. Njena zabrinutost po tom pitanju u konačnici se pokazala ispravnom jer je nedugo nakon njene vladavine uslijedila francuska kolonizacija Madagaskara, 1896. godine.

#### Odnos prema kršćanima
Po tadašnjem europskom tisku širile su se brojne priče o strašnoj okrutnosti prema kršćanima koju je provodila Ranavalona I. sa svojom vojskom, prema svojim podanicima koji su prešli na kršćanstvo. Njih su po tadašnjim (neprovjerenim) izvješćima bacali sa stijena, izgladnjivali do smrti, bacali među krvoločne pse ili u jame gdje bi ih kasnije zalili kipućom vodom. Raširila se priča da je tako pobila 150 000 ljudi. Te priče osobito je širio francuski tisak jer su oni bili zazanimani da njen sin Radama II. preuzme vlast, a oni kapitaliziraju Lambertovu povelju.

#### Ranavalona kao graditeljica
Kako je odbacila ranije potpisan ugovor o prijateljstvu s Velikom Britanijom, Ranavalona se našla u poteškoćama glede nabave oružja i drugih suvremenih potrepština iz Europe. U rješenju tog problema pomogao joj je slučaj francuskoga brodolomca Jeana Labordea koji je doživio brodolom kraj Madagaskara 1832. godine. Bio je dobro upućen u proizvodnju topova, mušketa i pištolja. Ranavalona mu je osigurala ljude i sredstva za izgradnju manufakture, i tako osigurala materijalne potrebe svoje vojske oslobodivši se ovisnosti o europskim dostavljačima.
Između 1839. i 1842. Jean Laborde izgradio je kraljici i njenu novu rezidenciju imena Manjakamiadana, koja je postala najveća građevina unutar kraljevskog kompleksa Rove u Antananarivu. Laborde ju je izradio potpuno od drva poštujući tradiciju malgaške arhitekture.

#### Osobni život
Ranavalona I. udala se drugi put za Rainihara, koji je bio predsjednik njene vlade od 1852. do 1862. godine kad je optužen za urotu protiv njena sina Radame II. i protjeran s dvora u Ambohimangu.

### Grobnica
Radama je prvo pokopana u rodnom mjestu Ambohimangi 1861., a zatim premještena u novoizgrađenu grobnicu u palači Rovi u Antananarivu 1893. godine. Cijeli kompleks Rova izgorio je 1995. u požaru.

## Vanjske poveznice
- Precolonial Madagascar history